# Comuna Stejaru, Teleorman
Stejaru (în trecut, Bălțați) este o comună în județul Teleorman, Muntenia, România, formată din satele Bratcovu, Gresia, Socetu și Stejaru (reședința).

## Demografie
Componența etnică a comunei Stejaru
     Români (91,75%)
     Alte etnii (8,25%)
Componența confesională a comunei Stejaru
     Ortodocși (90,09%)
     Alte religii (1,6%)
     Necunoscută (8,31%)
Conform recensământului efectuat în 2021, populația comunei Stejaru se ridică la 1.624 de locuitori, în scădere față de recensământul anterior din 2011, când fuseseră înregistrați 1.968 de locuitori. Majoritatea locuitorilor sunt români (91,75%). Din punct de vedere confesional, majoritatea locuitorilor sunt ortodocși (90,09%), iar pentru 8,31% nu se cunoaște apartenența confesională.

## Istorie
La sfârșitul secolului al XIX-lea, comuna purta numele de Bălțați, făcea parte din plasa Târgului al județului Teleorman și era alcătuit din satele Bălțați, Bratcovu și Gresia. În comună exista o școală mixtă frecventată de 21 de elevi și două biserici. La acea vreme, pe teritoriul actual al comunei, în aceiași plasă, mai funcționa și comuna Socetu, care era alcătuită din satele Socetu și Mândra, cu o populație de 1590 de locuitori. În comună exista o școală mixtă și o biserică.
Anuarul Socec din 1925 consemnează comuna în plasa Roșiorii de Vede a aceluiași județ, cu o populație de 1926 de locuitori. Comuna Socetu este consemnată în aceiași plasă, cu o populație de 2526 de locuitori (în satele Socetu și Mândra-Tirișneag). În anul 1931, comuna Socetu devine o comună de sine-stătătoare, și era alcătuită doar din satul cu același nume. Comuna Bălțați rămâne cu aceiași structură.
În anul 1950, comuna au trecut în administrația raionului Roșiorii de Vede, al regiunii Teleorman, raion care, doi ani mai târziu, a fost inclus în regiunea București. În anul 1964, comuna Bălțați a primit numele de Stejaru.
În anul 1968, comuna a trecut la județul Teleorman, în actuala structură. Tot atunci, comuna Socetu a fost desființată, iar satul cu același nume a fost inclus în comuna Stejaru.

## Politică și administrație
Comuna Stejaru este administrată de un primar și un consiliu local compus din 11 consilieri. Primarul, Alexandru Moise[*], de la Partidul Social Democrat, este în funcție din 2008. Începând cu alegerile locale din 2024, consiliul local are următoarea componență pe partide politice:
|  | Partid                          | Consilieri | Componența Consiliului | Componența Consiliului | Componența Consiliului | Componența Consiliului | Componența Consiliului | Componența Consiliului | Componența Consiliului |
|  | ------------------------------- | ---------- | ---------------------- | ---------------------- | ---------------------- | ---------------------- | ---------------------- | ---------------------- | ---------------------- |
|  | Partidul Social Democrat        | 7          |                        |                        |                        |                        |                        |                        |                        |
|  | Alianța pentru Unirea Românilor | 3          |                        |                        |                        |                        |                        |                        |                        |
|  | Partidul Național Liberal       | 1          |                        |                        |                        |                        |                        |                        |                        |

## Personalități născute aici
- Florența Crăciunescu (1955 - 2008), atletă olimpică;
- Teodor Nițulescu (n. 1959), om politic.